# 增山社區
增山社區隸屬於浙江省湖州市南潯區，位於南潯鎮的東南部，於2004年新建，2005年11月又與原新開河社區合併，是一個典型的新老結合型社區，目前區域面積1.6平方公里，共有封閉式小區7個，東至南西街，西臨南林路，南依年豐路，北靠適園社區和遼里社區，共有封閉式小區7個。社區居委會位於南潯鎮嘉業南路889號。

## 外部連結
- 湖州市南潯鎮增山社區[永久]